# Hajdú Imre (orvos)
Hajdú Imre, névváltozata: Hajdu (Tura, 1906. január 18. – Budapest, 1977. szeptember 4.) orvos, radiológus.

## Élete
Hajdu (Hirschler) Sándor (1872–1931) orvos és Benedek Ilona (1885–1918) fia. Tanulmányait a szegedi Ferenc József Tudományegyetemen végezte, ahol 1930-ban szerzett oklevelet. 1930–32-ben bécsi és lipcsei röntgenintézetekben tett tanulmányutat. 1933 és 1941 között a Pesti Izraelita Hitközség Szabolcs Utcai Kórházának röntgenosztályán dolgozott. 1941-ben besorozták, majd a szovjet hadsereghez szökött és az Önkéntes Magyar Zászlóalj soraiban harcolt. 1945-től ismét Budapesten működött és 1953-ig az általa alapított Radiológus Szakcsoport főtitkára volt. Ő volt az első, aki megszervezte a röntgenszakorvos-képzést 1951–1957 között. Később a Fővárosi János Kórház-Rendelőintézet Központi Röntgenlaboratóriumának főorvosaként dolgozott.
Főleg csonttani kérdésekkel és a gyomorbélrendszer röntgendiagnosztikájával foglalkozott. Több szakközleménye jelent meg.
A nagykőrösi zsidó temetőben nyugszik (1-3-320).

## Munkái
- Kiterjedt sziklacsontdestructio esete. Nákó Andrással. (Budapest, 1949)
- Részleges nyelőcső és gyomor kettőzöttség fejlődési rendellenességének esete. Nyul-Tóth Pállal. (Budapest, 1950)
- Készülék angiokardiographiához. Orbán Györggyel. (Budapest, 1957)

## Díjai, elismerései
- Munka Érdemrend arany fokozata (1966)[3]